# Oldřich
Oldřich je jméno pocházející ze starohornoněmeckého Uodalrich a znamená zhruba Bohatý pán či Odkaz předků (uodal – dědičný statek, odkaz , rich – bohatý). V českém občanském kalendáři má svátek 20. února. Domácími formami jména jsou Ola, Olda, Olek, Oldřík, Olin, Olí, Olík, Oldříšek.

## Cizí varianty
- Ulrich – anglicky, francouzsky, německy
- Odalric – katalansky
- Oldrich – slovensky
- Ódor – maďarsky
- Ulryk, Ryczek – polsky
- Ulderico – italsky
- Uldis – lotyšsky
- Ulrik – dánsky, nizozemsky, maďarsky, norsky, švédsky
- Huldericus – latinsky

## Statistické údaje
Následující tabulka uvádí četnost jména v ČR a pořadí mezi mužskými jmény ve srovnání dvou roků, pro které jsou dostupné údaje MV ČR – lze z ní tedy vysledovat trend v užívání tohoto jména:
| Rok       | Četnost     | Pořadí   |
| 1999      | 37 346      | 29.      |
| 2002      | 35 490      | 30.      |
| Porovnání | o 1856 méně | o 1 hůře |
| 2006      | 31 602      | 34.      |

Změna procentního zastoupení tohoto jména mezi žijícími muži v ČR (tj. procentní změna se započítáním celkového úbytku mužů v ČR za sledované tři roky 1999-2002) je -4,3%, což svědčí o poměrně značném úbytku obliby tohoto jména.

## Známí Oldřichové
- Oldřich Augsburský (Ulrich, Udalricus; 890- 973), augsburský biskup a světec
- Oldřich († 1034), český kníže
- Oldřich Brněnský († 1113), brněnský kníže
- Oldřich (syn Soběslava I.) (1134– po 1176)
- Oldřich III. Korutanský (1220-1269), korutanský a kraňský vévoda, vnuk krále Přemysla Otakara I.
- Oldřich z Lichtenburka (kolem 1260-1313), český šlechtic a pražský purkrabí
- Odorik z Pordenone (Oldřich Čech; (1276/1281 – 1331), minorita, misionář a cestovatel
- Oldřich II. z Hradce († 1312), český šlechtic
- Oldřich III. z Hradce (kolem 1298 – 1348/1349), český šlechtic
- Oldřich I. z Rožmberka († 1390)
- Oldřich II. z Rožmberka (1403-1462), šlechtic, vůdce katolické strany
- Oldřich Prefát z Vlkanova (1523-1565), astronom a cestovatel
- Oldřich Černík - český komunistický politik a premiér ČSSR (1968-1970)
- Oldřich Holub (1924 – 2013), český malíř, krajinář.
- Oldřich Kaiser – český herec
- Oldřich Kašpar – český iberoamerikanista
- Oldřich Meduna (1902–1996) – český konstruktér
- Oldřich Vašíček – český matematik
- Oldřich Vlach – český herec
- Oldřich Vízner – český herec
- Oldřich Navrátil – český herec
- Oldřich Nový – český herec
- Oldřich Lipský – český filmový režisér
- Oldřich Kulhánek – český frafik a ilustrátor, autor českých bankovek
- Ulrich Zwingli